# Karl Breitkopf
Karl Breitkopf (* 4. März 1934) ist ein ehemaliger deutscher Badmintonspieler.

## Karriere
Karl Breitkopf gewann 1963 Bronze bei den deutschen Einzelmeisterschaften im Herreneinzel. 1964 gewann er ebenfalls Bronze mit dem Team des 1. BC Beuel bei den deutschen Mannschaftsmeisterschaften. 1969 folgte eine weitere Bronzemedaille mit dem Team.

## Sportliche Erfolge
| Saison    | Veranstaltung                     | Disziplin    | Platz | Name |
| --------- | --------------------------------- | ------------ | ----- | --- |
| 1962/1963 | Deutsche Einzelmeisterschaft      | Herreneinzel | 3     | Karl Breitkopf (1. BC Beuel)                                                                                               |
| 1963/1964 | Deutsche Mannschaftsmeisterschaft | Mannschaft   | 3     | 1. BC Beuel (Karl Breitkopf, Toni Krämer, Walter Stuch, Paul Rolef, Lore Hawig, Luise Schmitz)                             |
| 1968/1969 | Deutsche Mannschaftsmeisterschaft | Mannschaft   | 3     | 1. BC Beuel (Roland Maywald, Manfred Merz, Karl Weiland, Horst Hoppe, Karl Breitkopf, Marieluise Wackerow, Gudrun Ziebold) |